# گربه‌های کپنهاگ
گربه‌های کپنهاگ (به انگلیسی: The Cats of Copenhagen) کتابی از جیمز جویس است که سالِ ۲۰۱۲ میلادی منتشر شد.